# Josef Walburg

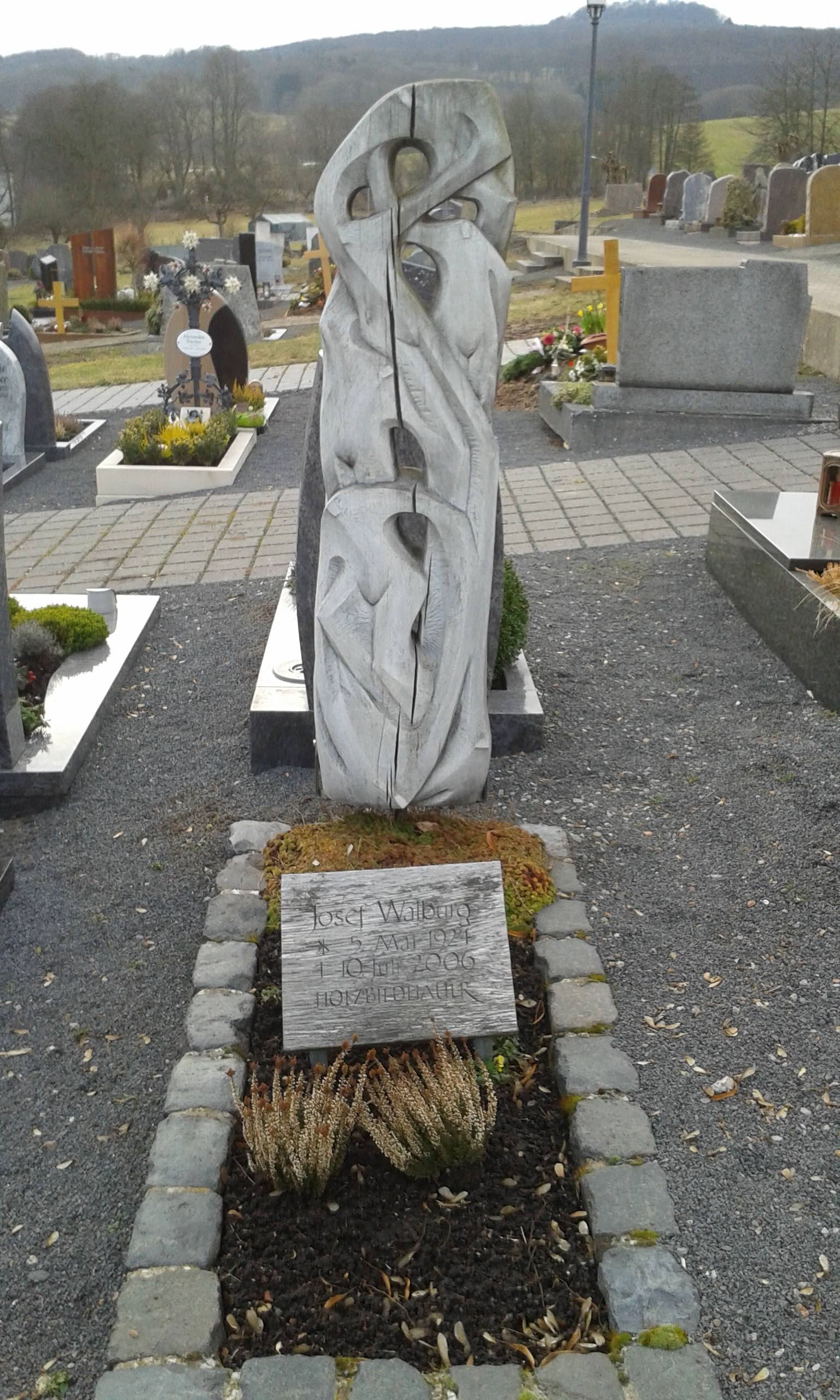
Grab von Josef Walburg

Josef Walburg (* 5. Mai 1924 in Langendorf (Kreis Gleiwitz), Oberschlesien; † 10. Juli 2006 in Hünfeld) war ein deutscher Holzbildhauer.

## Leben und Werk
Josef Walburg stammt aus dem oberschlesischen Langendorf (Kreis Gleiwitz), wo seine Eltern ein Gut bewirtschafteten. Dort besuchte er die Volksschule. Vor und während des Zweiten Weltkrieges war er bei der Marine verpflichtet und geriet am 1. Mai 1945 in Kriegsgefangenschaft. Nach seiner Entlassung aus der Kriegsgefangenschaft (im August 1945) kam er nach Wüstensachsen, wo er seine spätere Frau Irmgard Enders kennenlernte. Bei seinem Schwiegervater erlernte er das Holzschnitzerhandwerk. Ab 1951 machte er sich selbstständig.
Seine Schnitzarbeiten, die häufig christliche Motive darstellen, sind unter anderem in Margretenhaun, Niesig oder Höhr-Grenzhausen im Rheinland zu finden. Für einige Kirchen schnitzte er Kreuzwegstationen und für eine Schule in Schönbrunn (Staffelstein) eine Kreuzigungsgruppe. Hervorzuheben sind auch seine Arbeiten für die katholische Pfarrkirche St. Michael in Ehrenberg-Wüstensachsen.
Zu seinen Hauptarbeiten zählen Heiligenfiguren, die in ganz Deutschland zu finden sind.
Von November 1968 bis November 1970 war Josef Walburg ehrenamtlicher Bürgermeister von Wüstensachsen. Von Januar 1971 bis November 1972 kommissarischer Bürgermeister der neu geschaffenen Gemeinde Ehrenberg.
In Anerkennung seines langjährigen Wirkens für das Gemeinwohl wurde ihm im Juni 1985 die Verdienstmedaille des Verdienstordens der Bundesrepublik Deutschland verliehen.
Josef Walburg starb am 10. Juli 2006 in Hünfeld und wurde auf dem Friedhof in Ehrenberg-Wüstensachsen beigesetzt.